# Symfoni nr 10 (Henze)
Symfoni nr 10 av Hans Werner Henze komponerades åren 1997-2000.

## Historia
Till skillnad från Henzes nionde symfoni har den tionde en mer tradionell fyrsatstig symfonisk struktur. Den första satsen, med titeln Ein Sturm (En storm), är passande nog stormig; den andra, Ein Hymnus (En psalm) är endast för stråkar. Tredje satsens scherzo, Ein Tanz (En dans), domineras av slagverk. Finalen, Ein Traum (En dröm), avstår från form och bygger till ett klimax som involverar hela orkestern. Titlarna i sig är generiska, det vill säga de framkallar motiv associerade med dem snarare än några specifika referenser.
Verket beställdes gemensamt av Paul Sacher och Simon Rattle. Rattle uruppförde första satsen endast med City of Birmingham Symphony Orchestra i mars 2000 i Birmingham. Premiären av hela verket gavs i Luzern den 17 augusti 2002 med samma besättning. Henze tillägnade verket Sacher, som dog före premiären.